# Deutscher Filmpreis 2007

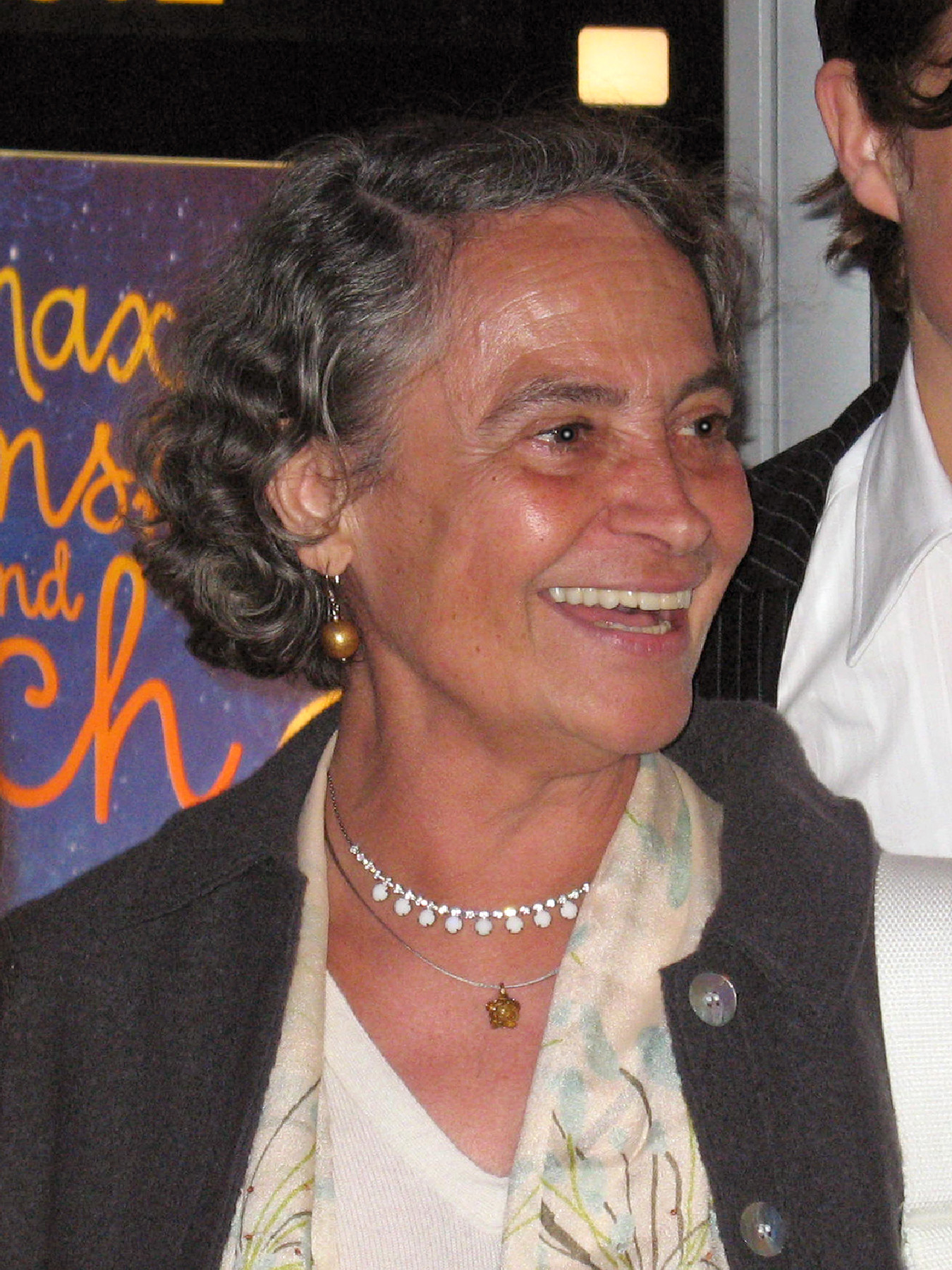
Beste Hauptdarstellerin des Jahres 2007: Monica Bleibtreu für Vier Minuten

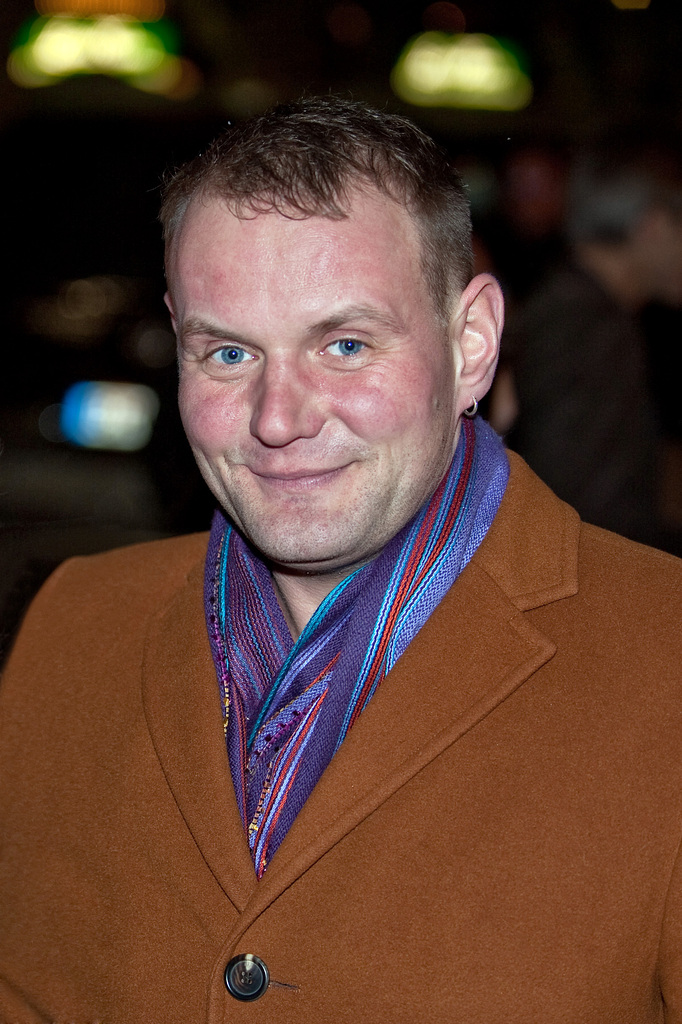
Bester Nebendarsteller: Devid Striesow für Die Fälscher

Die Verleihung des Deutschen Filmpreises 2007 fand am 4. Mai 2007 statt. Erstmals wurde nicht nur die Preisverleihung, sondern auch die Bekanntgabe der Nominierungen live im Fernsehen ausgestrahlt. Am 16. März 2007 verlasen Senta Berger, Präsidentin der Deutschen Filmakademie und Bernd Neumann, Beauftragter der Bundesregierung für Kultur und Medien die Namen der Anwärter vor Publikum im ZDF-Morgenmagazin.
Durch die Gala, die im Palais am Funkturm in Berlin stattfand, führte zum dritten Mal der Comedian und Filmregisseur Michael „Bully“ Herbig. Als Favoriten galten Tom Tykwers historischer Thriller Das Parfum – Die Geschichte eines Mörders und Chris Kraus’ Drama Vier Minuten, die es auf je acht Nominierungen brachten. Dahinter rangierten Stefan Ruzowitzkys Berlinale-Beitrag Die Fälscher (7 Nominierungen), Marcus H. Rosenmüllers Heimatfilm Wer früher stirbt ist länger tot (5) und Sven Taddickens romantische Komödie Emmas Glück (4).

## Preisträger und Nominierte
| Meiste Lolas         | Das Parfum – Die Geschichte eines Mörders (5 Auszeichnungen)                    |
| Meiste Nominierungen | Das Parfum – Die Geschichte eines Mörders und Vier Minuten (je 8 Nominierungen) |

### Bester Spielfilm
Vier Minuten (Filmpreis in Gold) – Produktion: Meike Kordes, Alexandra Kordes
- Wer früher stirbt ist länger tot (Filmpreis in Silber) – Produktion: Annie Brunner, Andreas Richter, Ursula Woerner

- Das Parfum – Die Geschichte eines Mörders (Filmpreis in Silber) – Produktion: Bernd Eichinger

Außerdem nominiert:
- Emmas Glück – Produktion: Stefan Schubert, Ralph Schwingel, Hejo Emmons
- Die Fälscher – Produktion: Nina Bohlmann, Babette Schröder, Josef Aichholzer
- Winterreise – Produktion: Uli Aselmann, Robert Marciniak

### Bester Dokumentarfilm
Workingman’s Death – Produktion: Erich Lackner (Lotus-Film), Mirjam Quinte, Pepe Danquart
- Das kurze Leben des José Antonio Gutierrez – Produktion: Gerd Haag

### Bester Kinder- und Jugendfilm
Hände weg von Mississippi – Produktion: Claus Boje
- Die Wolke – Produktion: Markus Zimmer

### Beste darstellerische Leistung – männliche Hauptrolle
Josef Bierbichler – Winterreise
- Karl Markovics – Die Fälscher
- Jürgen Vogel – Der freie Wille

### Beste darstellerische Leistung – weibliche Hauptrolle
Monica Bleibtreu – Vier Minuten
- Hannah Herzsprung – Vier Minuten
- Jördis Triebel – Emmas Glück

### Beste darstellerische Leistung – männliche Nebenrolle
Devid Striesow – Die Fälscher
- Sylvester Groth – Mein Führer – Die wirklich wahrste Wahrheit über Adolf Hitler
- Hinnerk Schönemann – Emmas Glück

### Beste darstellerische Leistung – weibliche Nebenrolle
Hannah Herzsprung – Das wahre Leben
- Barbara Auer – Der Liebeswunsch
- Sabine Timoteo – Ein Freund von mir

### Beste Regie
Marcus H. Rosenmüller – Wer früher stirbt ist länger tot
- Matthias Glasner – Der freie Wille
- Chris Kraus – Vier Minuten
- Tom Tykwer – Das Parfum – Die Geschichte eines Mörders

### Beste Kamera/Bildgestaltung
Frank Griebe – Das Parfum – Die Geschichte eines Mörders
- Judith Kaufmann – Vier Minuten
- Benedict Neuenfels – Die Fälscher

### Bester Schnitt
Alexander Berner – Das Parfum – Die Geschichte eines Mörders
- Susanne Hartmann, Anja Pohl – Wer früher stirbt ist länger tot
- Uta Schmidt – Vier Minuten
- Hansjörg Weißbrich – Der Liebeswunsch

### Bestes Szenenbild
Uli Hanisch – Das Parfum – Die Geschichte eines Mörders
- Lothar Holler – Hände weg von Mississippi
- Isidor Wimmer – Die Fälscher

### Bestes Kostümbild
Pierre-Yves Gayraud – Das Parfum – Die Geschichte eines Mörders
- Natascha Curtius-Noss – Schwere Jungs
- Nicole Fischnaller – Die Fälscher

### Beste Filmmusik
Gerd Baumann – Wer früher stirbt ist länger tot
- Reinhold Heil, Johnny Klimek, Tom Tykwer – Das Parfum – Die Geschichte eines Mörders
- Christian Heyne – Ich bin die Andere

### Beste Tongestaltung
Stefan Busch, Dirk Jacob, Michael Kranz, Frank Kruse, Matthias Lempert, Hanse Warns, Roland Winke – Das Parfum – Die Geschichte eines Mörders
- Richard Borowski, Fabian Schmidt, Kai Storck, Andreas Wölki – Emmas Glück
- Jörg Höhne, Robin Pohle, Andreas Ruft – Vier Minuten

### Bestes Drehbuch
Christian Lerch, Marcus H. Rosenmüller – Wer früher stirbt ist länger tot
- Chris Kraus – Vier Minuten
- Stefan Ruzowitzky – Die Fälscher

### Ehrenpreis für herausragende Verdienste um den deutschen Film
Armin Mueller-Stahl